# امید فرخزاد
امید کمرون فرخزاد (زاده ۱۹۶۹) پزشک، دانشمند و کارآفرین ایرانی-آمریکایی در زمینه توسعه نانوداروها است. فرخزاد استاد بیهوشی در دانشکده پزشکی هاروارد و مدیر اجرایی و یکی از بنیانگذاران Seer است، شرکتی که بر تجزیه و تحلیل عمیق و بی‌طرفانه پروتئومیک در مقیاس متمرکز است. بوستون گلوب او را در میان نوآوران برتر در ماساچوست و مجله بوستون بیزینس او را درمیان قهرمانان مراقبت‌های بهداشتی برای نوآوری‌هایش انتخاب کردند.
او همچنین به عنوان دستیار ویراستار در ACS Nano مشغول به فعالیت است. فرخزاد به‌طور گسترده‌ای به عنوان رهبر در زمینه نانوپزشکی و دارورسانی شناخته شده‌است.
در سال ۲۰۱۶، او مدال افتخار جزیره الیس را دریافت کرد. او همچنین در سال ۲۰۱۸ در آکادمی ملی مخترعان انتخاب شد.

## حرفه
فرخزاد دوره رزیدنتی خود را در رشته بیهوشی و فلوشیپ پزشکی درد در بیمارستان زنان بریگام و دانشکده پزشکی هاروارد به پایان رساند. او یک دوره آموزشی تحقیقاتی پسا دکترا را با پروفسور رابرت لانگر در MIT در برنامه علوم و فناوری بهداشت هاروارد-MIT گذراند. او در سال ۲۰۰۴ به عنوان عضو هیئت علمی به دانشکده پزشکی هاروارد پیوست و پس از آموزش بالینی، به عنوان استاد بیهوشی مشغول به کار شد.
او استفاده از عوامل هدف‌گیری خاص را برای تحویل عوامل شیمی درمانی به سلول‌های سرطانی موجود در یک بیمار سرطانی رایج کرده‌است. او فراتر از فنوتیپ سرطانی که به بیماری‌های مرتبط با تصلب شرایین پرداخته‌است، استفاده از پهپادهای نانو زیست تخریب‌پذیر هدفمند را نشان داده‌است که نوع خاصی از دارو را ارائه می‌دهد که باعث بهبودی می‌شود. این بازسازی محیط پلاک در انسان برای جلوگیری از پارگی پلاک و ترومبوز و جلوگیری از حملات قلبی و سکته پیش‌بینی می‌شود.
فرخزاد در سال ۲۰۱۷ شرکت سیر (Nasdaq: SEER) را برای پیشبرد پلتفرم پروتئومیکس تبدیل‌کننده که از نانوذرات برای تجزیه و تحلیل ترکیبات پروتئینی یک نمونه استفاده می‌کند، تأسیس کرد.